# メトロリンク (セントルイス)
メトロリンク（Metrolink）は、アメリカ合衆国のセントルイス都市圏にあるライトレール。ミズーリ州とイリノイ州に跨がって運行している。

## 概要
1993年開業。路線の西側はセントルイス市内にあり、西端でセントルイス・ランバート国際空港と接続している。東側はミシシッピ川対岸のイリノイ州に伸びており、ベルビル市郊外にあるスコット空軍基地手前で終点となる。途中イーストセントルイスを通る。レッドラインとブルーラインに分かれているが乗り場は共有している。
セントルイスのダウンタウンには約1.4キロメートルの地下区間がある。このトンネルは元々貨物線用に造られたもので1874年に完成した。他にも数ヶ所の新しい地下区間がある。

路線図